# Дженніфер Кессі
Джен Кессі  (англ. Jen Kessy, 31 липня 1977) — американська пляжна волейболістка, олімпійська медалістка.
Срібну медаль Олімпіади в Лондоні Джен здобула в парі з Ейпріл Росс.

## Виступи на Олімпіадах
| Олімпіада   | Дисципліна       | Місце |
| ----------- | ---------------- | ----- |
| Лондон 2012 | пляжний волейбол | 2     |